# Andrej Pavlovics Butyenko
Andrej Butyenko, oroszul: Андрей Павлович Бутенко (1954. március 2. –) orosz nemzetközi labdarúgó-játékvezető.

## Pályafutása

### Nemzeti játékvezetés
Az Orosz labdarúgó-szövetség Játékvezető Bizottságának (JB) minősítésével az Pervij Gyivizion, majd 1987-től a Premjer-Liga játékvezetője. A nemzeti játékvezetéstől 1999-ben visszavonult.

#### Nemzeti kupamérkőzések
Vezetett kupadöntők száma: 1.

##### Orosz labdarúgókupa
| Időpont         | Helyszín                   | Mérkőzés típusa | Mérkőzés                              | Eredmény | Nézők száma |
| --------------- | -------------------------- | --------------- | ------------------------------------- | -------- | ----------- |
| 1992. május 10. | Luzsnyiki Stadion, Moszkva | döntő           | FK Szpartak Moszkva–PFK CSZKA Moszkva | 2 – 0    | 42 000      |

### Nemzetközi játékvezetés
Az Orosz labdarúgó-szövetség JB terjesztette fel nemzetközi játékvezetőnek, a Nemzetközi Labdarúgó-szövetség (FIFA) 1991-től tartotta nyilván bírói keretében. Több nemzetek közötti válogatott, valamint UEFA-kupa és Bajnokcsapatok Európa-kupája klubmérkőzést vezetett, vagy működő társának partbíróként segített. Az orosz nemzetközi játékvezetők rangsorában, a világbajnokság-Európa-bajnokság sorrendjében többedmagával a 19. helyet foglalja el 2 találkozó szolgálatával. A nemzetközi játékvezetéstől 1999-ben a FIFA 45 éves korhatárát elérve búcsúzott. Válogatott mérkőzéseinek száma: 3.

#### Labdarúgó-világbajnokság
Az 1998-as labdarúgó-világbajnokságon a FIFA JB bíróként alkalmazta. Selejtező mérkőzést az UEFA zónában irányított. 
| Időpont         | Helyszín                       | Mérkőzés típusa           | Mérkőzés               | Eredmény | Nézők száma |
| --------------- | ------------------------------ | ------------------------- | ---------------------- | -------- | ----------- |
| 1997. május 21. | Lansdowne Road Stadion, Dublin | előselejtező (8. csoport) | Írország–Liechtenstein | 5 – 0    | 33 200      |

#### Labdarúgó-Európa-bajnokság
A 2000-es labdarúgó-Európa-bajnokságon az UEFA JB játékvezetőként foglalkoztatta.
| Időpont          | Helyszín                 | Mérkőzés típusa           | Mérkőzés              | Eredmény | Nézők száma |
| ---------------- | ------------------------ | ------------------------- | --------------------- | -------- | ----------- |
| 1999. október 9. | Rheinpark Stadion, Vaduz | előselejtező (7. csoport) | Liechtenstein–Románia | 0 – 3    | 2 900       |

## Sportvezetőként
Az Orosz Labdarúgó-szövetség JB tagja, FIFA JB ellenőr, koordinátor.